# Нэхун
Нэху́н («Поучения для женщин», 내훈, 內訓) — путеводитель[уточнить] для женщин и первая известная книга, написанная женщиной-автором в Корее. Это одна из наиболее репрезентативных книг, отражающих социальное конструирование гендера и сексуальности на основе конфуцианских идеалов в досовременной Восточной Азии. Это также уникальный исторический исходный материал, содержащий различные словари корейского королевского двора, описывающие надлежащее поведение женщины в соответствии с конфуцианскими культурами Азии.

## Создание
Это инструкция для женщин, изданная в 1475 году (6-й год правления Сончжона) и написанная королевой Инсу (посмертно удостоенной звания королевы Сохе; 7 октября 1437 — 11 мая 1504), женой наследного принца Ыйгёна и членом клана Чхонджу Хан, который был назначен вдовствующей королевой в 1475 году.
Она сожалела, что в то время не было учебных книг, которые женщины могли бы легко читать, и написала эту книгу, извлекая ключевые моменты женской дисциплины из четырёх китайских классических книг для женщин: «Биографии образцовых женщин», «Малое обучение», «Минсинь Баоцзянь» и «Китайское введение для женщин».
«Нэхун» — старейшее из сохранившихся произведений корейской писательницы, показывающее влияние неоконфуцианских социальных ценностей на статус женщин во времена эпохи Чосон .
Он публиковался несколько раз в разные периоды, а также менялись обозначения, словарный запас и стиль письма, что сделало его важным ресурсом для изучения корейского средневекового языка на протяжении разных эпох.

## Могила королевы Сохе

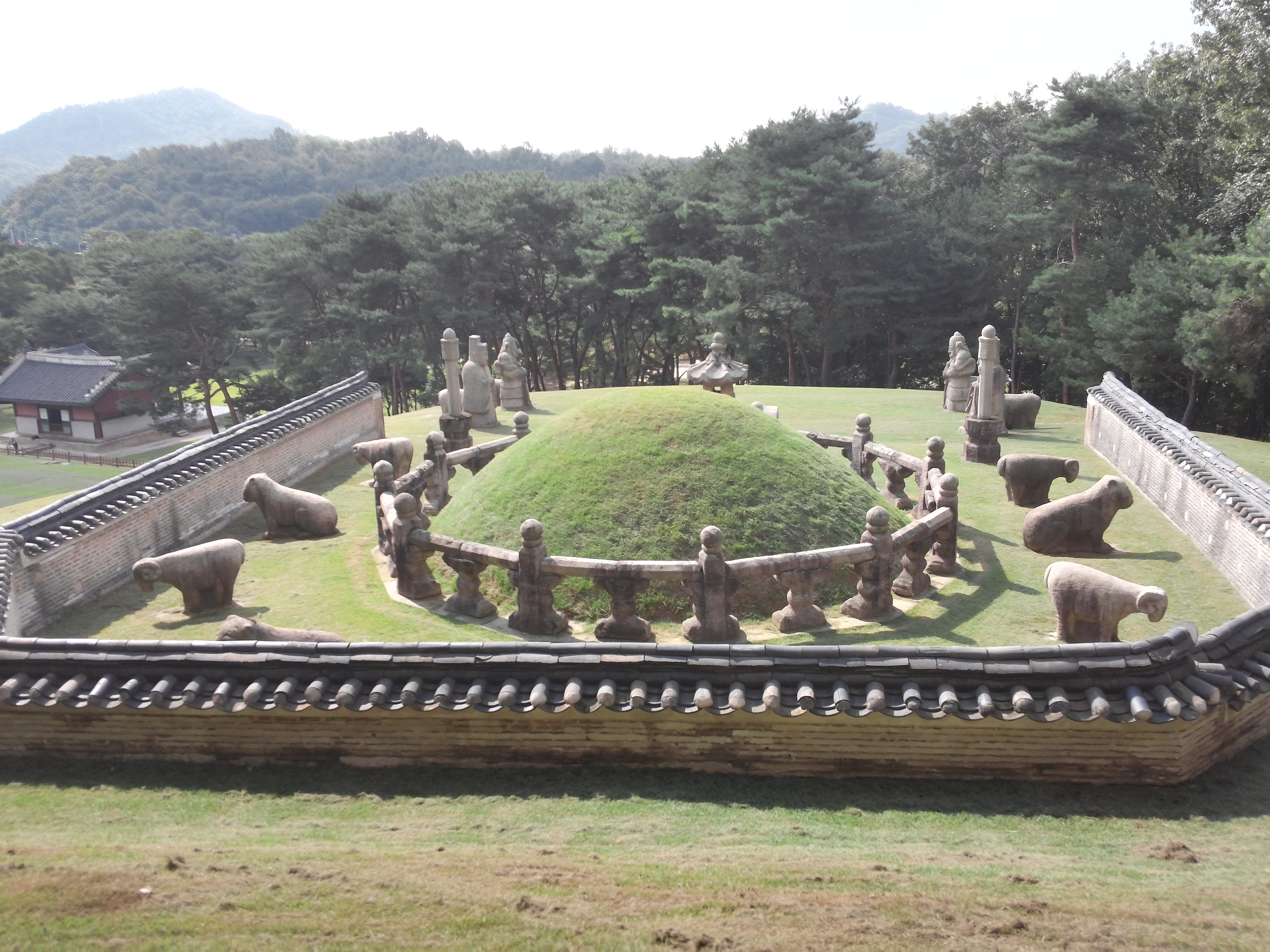
Кённын (敬陵), Могила короля Докджона и королевы Сохе
Всемирное наследие ЮНЕСКО

В королевской гробнице в форме Донгвони ганын могила короля находится слева, а могила королевы — справа. Тем не менее, в Кённыне могила королевы Сохе находится слева, а могила короля Докджона (также известного как наследный принц Ыйгён) — справа. Причина в том, что Докджон умер в возрасте 20 лет, когда он еще был наследным принцем, а королева Сохе умерла в возрасте 68 лет в статусе Великой Вдовствующей королевы (대왕대비, 大王大妃), поэтому независимо от пола, ее статус был выше, чем у мужа.

## Книга
В начале книги находится Инструктивное письмо Королевы (내훈) и список. Книга состоит из 3 томов и 7 глав. 
ТОМ 1
언행 — Онхэн: речь и поведение
효친 — Хёчин: Сыновняя почтительность
혼례 — Холле: брачные узы
ТОМ 2
부부 (夫婦) — Бубу: Муж и жена
ТОМ 3 : Родители, Мать, Сердечность, Бережливость
모의 (母儀) — Моый: Материнская прямота
돈목 (敦睦) — Донмок: сердечность в отношениях между братьями и сестрами
염검 (廉儉) — Ёмгом: честность и бережливость

### Предисловие королевы Сохе
Все люди при рождении получают дух Неба и Земли, и все наделены достоинствами Пяти Отношений.

 Нет никакой разницы в принципе нефрита и камня.
Но чем отличаются орхидеи и полынь?
Это зависит от того, сделали ли вы все возможное, чтобы пройти Путь самосовершенствования.
Цивилизация короля Чжоу Вэня была усилена и расширена яркостью его супруги Тай Си .
Гегемония, которой пользовался король Чу Чжуан, во многом была обязана усилиям его супруги Фань Цзи .
Кто мог сделать больше, чтобы служить ее королю или ее мужу?
Порядок и беспорядок, подъем и падение страны связаны с мудростью и невежеством мужчин, но также тесно связаны с добром и злом женщин.

 Поэтому женщин нужно хорошо учить [. . . ].